# Theresa Welch Fossum
Theresa Welch Fossum (Douglas, Wyoming, Estados Unidos, 21 de julio de 1957) es una médica veterinaria estadounidense, magíster en Ciencias, diplomada y doctorada en Microbiología

## Educación
Es una de las Médicas Veterinarias más reconocidas a nivel mundial, debido a su amplio conocimiento en el área de la Cirugía Veterinaria. Posee en su haber, tres ediciones del libro "Small Animal Surgery", el cual es usado en la mayoría de facultades de Medicina Veterinaria en el mundo para dictar la cátedra de Cirugía. Recibió su Licenciatura en Agricultura de la Universidad de Idaho (Estados Unidos) en Moscow, Idaho en junio del año de 1979 en el grado de magna cum laude. Luego, en junio del año 1982 recibió su título como Médica Veterinaria del College of Veterinary Medicine de la Universidad Estatal de Washington en Pullman, Washington en el grado de cum laude. 
Entre julio de 1982 y junio de 1983 realizó su internado en Medicina y Cirugía en el Hospital Veterinario Santa Cruz, en Santa Cruz (California). Entre el 1 de julio de 1983 y el 30 de junio de 1986 realizó su Residencia en el College of Veterinary Medicine de la Universidad Estatal de Ohio en Colombus (Ohio)
En junio de 1986 se convierte en Magíster en Ciencias Veterinarias (Anatomía Veterinaria) del College of Veterinary Medicine de la Universidad Estatal de Ohio en Colombus (Ohio). En febrero de 1987 recibe su diplomado del Colegio Americano de Cirujanos Veterinarios.
En diciembre de 1992, recibió su Doctorado en Microbiología Veterinaria de la Universidad de Texas A&M, lo cual la convierte en una de las mejores de su especialidad.

## Experiencia profesional y cargos académicos
- Directora y fundadora del Instituto para Estudios Preclínicos de Texas
- Directora, Programas Clínicos, Cirugía Cardiotorácica y Dispositivos Biomédicos en el Instituto Michael E. DeBakey
- Profesora de Cirugía del departamento de Ciencias Clínicas en Pequeños Animales en el College of Veterinary Medicine de la Universidad de Texas A&M
- Fundadora y presidenta de la Fundación CARE (Clinical Animal Registration and Education), Educación y Registro Clínico Animal

## Vida personal
Theresa Welch Fossum está actualmente casada con el también médico veterinario Matthew W Miller, Magíster en Ciencias Veterinarias y Diplomado en el área de Cardiología. Tiene dos hijos: Chase Matthew Miller, y Kobe Augustus Miller.

## Libros
- Fossum TW (ed), Hedlund C, Hulse D, Johnson A, Seim HB, Willard MB, Carroll, G. Small Animal Surgery. Mosby Publishing Co., St. Louis, Mo, 1997.

- Fossum TW (ed), Hedlund C, Hulse D, Johnson A, Seim HB, Willard MB, Carroll, G. Manual of Small Animal Surgery. Mosby Publishing Co., St. Louis, MO, 1999.

- Fossum TW (ed), Hedlund C, Hulse D, Johnson A, Seim HB, Willard MB, Carroll, G. Small Animal Surgery. 2nd ed. Harcourt Health Sciences., Philadelphia, Pa, 2002. NOTE: this is the best selling title in Veterinary Medicine at Elsevier.

- Fossum TW (ed), Hedlund C, Johnson A, Seim HB, Shulz K, Willard MB, Carroll, G. Small Animal Surgery. 3rd ed. Harcourt Health Sciences., Philadelphia, Pa, 2007.